# Batillipes tubernatis
Batillipes tubernatis är en djurart som tillhör fylumet trögkrypare, och som beskrevs av Pollock 1971. Batillipes tubernatis ingår i släktet Batillipes och familjen Batillipedidae. Inga underarter finns listade i Catalogue of Life.